# 독일 인민당
독일 인민당(독일어: Deutsche Volkspartei)은 바이마르 공화국 시기에 활동했던 보수자유주의 정당이다.

## 역사
제1차 세계 대전 후 국민자유당이 해산되자 구스타프 슈트레제만을 중심으로 한 잔여 세력은 신당을 결성한다. 1918년 12월에 국민자유당 일원들과 진보인민당 일부 구성원들이 합류해 독일 인민당이 결성됐다. 초대 당 의장은 슈트레제만이 맡게 됐다. 창당 후 한동안은 공화국 체제에 반대했으나 1922년 빌헬름 쿠노가 이끄는 내각에 합류하면서 공화국 체제에 순응하기 시작했다. 쿠노가 총리직에서 물러난 후에는 슈트레제만이 총리에 취임해 잠깐 동안 내각을 이끌었다. 1933년 아돌프 히틀러가 총리직에 오르면서 해산됐다.

## 역대 선거 결과
| 선거        | 득표수    | %    | 의석수   | +/– | 지도자              |
| ----------- | --------- | ---- | -------- | --- | ------------------- |
| 1919        | 1,345,638 | 4.4  | 19 / 423 | New | 루돌프 하인츠       |
| 1920        | 3,919,446 | 13.9 | 65 / 459 | 46  | 구스타프 슈트레제만 |
| 1924년 5월  | 2,694,381 | 9.2  | 45 / 472 | 20  | 구스타프 슈트레제만 |
| 1924년 12월 | 3,049,064 | 10.1 | 51 / 493 | 6   | 구스타프 슈트레제만 |
| 1928        | 2,679,703 | 8.7  | 45 / 491 | 6   | 구스타프 슈트레제만 |
| 1930        | 1,577,365 | 4.5  | 30 / 577 | 15  | 에른스트 슐츠       |
| 1932년 7월  | 436,002   | 1.2  | 7 / 608  | 23  | 에두아르트 딩겔디   |
| 1932년 11월 | 660,889   | 1.9  | 11 / 584 | 4   | 에두아르트 딩겔디   |
| 1933년 3월  | 432,312   | 1.10 | 2 / 647  | 9   | 에두아르트 딩겔디   |

## 같이 보기
- 자유민주주의
- 자유주의